# Таварнелле-Валь-ді-Пеза
Таварнелле-Валь-ді-Пеза (італ. Tavarnelle Val di Pesa) — муніципалітет в Італії, у регіоні Тоскана, метрополійне місто Флоренція.
Таварнелле-Валь-ді-Пеза розташоване на відстані близько 220 км на північний захід від Рима, 26 км на південь від Флоренції.
Населення — 7849 осіб (2014).
Щорічний фестиваль відбувається 13 грудня. Покровитель — свята Люція.

## Персоналії
- Іван Гуальберт (995—1073) — святий римо-католицької церкви, абат, засновник чернечого ордену валломброзіанів, за релігійними віруваннями — покровитель лісничих.

## Демографія
Населення за роками:

Станом на 31 грудня 2014 року в муніципалітеті офіційно проживало 814 іноземців з 63 країн, серед них 307 громадян країн Євросоюзу та 10 громадян України.

## Сусідні муніципалітети
- Барберино-Валь-д'Ельса
- Кастелліна-ін-К'янті
- Чертальдо
- Греве-ін-К'янті
- Монтеспертолі
- Сан-Кашіано-ін-Валь-ді-Пеза